# Marea Lojă Națională a României
Marea Lojă Națională a României (M.L.N.a.R.) a fost înființată în data de 13-14 Aprilie 2002 de către Nicu Filip și Viorel Danacu

## Marea Lojă Națională a României (MLNaR)
Francmasoneria este un ordin inițiatic tradițional și universal. Ea constituie o alianță de oameni liberi și de bune moravuri, de toate originile, naționalitățile, culturile și credințele. Este o instituție filantropică, filozofică și progresivă, având ca obiect căutarea adevărului, studiul moralei și practicarea solidarității. Ea lucrează pentru îmbunătățirea materială și morală, pentru perfecționarea intelectuală și socială a umanității, pe principiile toleranței reciproce, a respectului față de ceilalți și de sine însuși, a libertății absolute a conștiinței.
Deviza Francmasoneriei este “Libertate. Egalitate. Fraternitate.”.

## Ritul Scoțian Antic și Acceptat (RSAA)
Francmasonii se grupează în Loji (Ateliere), unde se reunesc periodic în ținute într-un cadru ritual. Practicarea și studiul ritualurilor, cercetarea aspectelor istorice, esoterice și spirituale permit Francmasonilor să se perfecționeze.
Ritualurile după care se desfășoară ținutele sunt reglementate de Rituri. Există mai multe Rituri (Francez, Memphis Misraim, Ritul Scoțian Rectificat, etc.) dar cel mai important Rit pe plan Mondial este Ritul Scoțian Antic și Acceptat.
Ritul Scoțian Antic și Acceptat este un Rit care cuprinde 33 de grade. Primele trei sunt administrate de către Mari Loji (Obediențe), care grupează o serie de Loji. Următoarele 30 de grade (de la gradul 4 la 33) sunt administrate de Supreme Consilii ale Ritului.
Marea Lojă Națională a României lucrează după Ritul Scoțian Antic și Acceptat.

## 2002
13 - 14 Aprilie 2002 - Conventul de la Brașov - Cercul Militar
Prin libera voință a fraților din Respectabilele Loji “Steaua Europei Unite” de la Orientul Zalău, “Athenaeum” de la Orientul București și “Nicolae Titulescu” de la Orientul Brașov s-a (re)fondat Marea Lojă Națională a României. În demnitatea de Mare Maestru a fost ales Prea Respectabilul frate Viorel Dănacu, iar PRF Nicu Filip i-a fost acordat titlul de Mare Maestru de Onoare. Marea Lojă Națională a României declară încă de la început, respectarea Principiilor de regularitate impuse de Ritul Scoțian Antic și Acceptat.
1 Septembrie 2002
Se adoptă Regulamentul General al Marii Loji Naționale a României precum și Ritualurile Gradelor simbolice ; se aderă la Declarația de Principii a Conventului Universal de la Lausanne al Ritului Scoțian Antic și Acceptat din anul 1875.
Octombrie 2002
Prin grija Fraților apare buletinul informativ ”Dreptate și Frație”.

## 2003
15 Martie 2003
Ținută rituală de Mare Consiliu desfășurată în interiorul cetății Cisnădioara, Sibiu. Ambianța creată de zidurile cetății dar și prezența Prea Respectabilului Frate Nicu Filip a adus un plus de sacralitate momentului producând vibrații profunde în sufletele participanților.
14 Mai 2003
În cadrul oferit de Casa Oamenilor de Știință din București se lansează traducerea în limba română a volumului ”Istoria Francmasoneriei” scrisă de Prea Ilustrul Frate Albert G. Mackay 33. 
24 Mai 2003
Conventului Marii Loji Naționale a României, ce a avut loc la Râul Vadului, a aprobat prima formă a Constituției Obedinței.
23 - 24 Septembrie 2003
Moment foarte important pentru viitorul Marii Loji Naționale a României. Reprezentanții noștri se întâlnesc la București cu delegația Confederației Marilor Loji Unite ale Europei (G.L.U.D.E.) sosită din Franța și condusă chiar de Președintele acesteia, Prea Respectabilul Frate Jean-Claude Bousquet. Din delegație au mai făcut parte Marele Secretar, PRF Charles B. Jameux și PRF Bernard Bertry, Mare Maestru al Marii Loji Tradiționale și Simbolice “Opera” (G.L.T.S.O.), membră fondatoare a Confederației, alături de Marea Lojă a Franței și Marea Lojă a Iugoslaviei (actualmente Marea Lojă Națională a Serbiei). În urma întâlnirilor avute, Marea Lojă Națională a României primește invitația de a se alătura noii structuri a G.L.U.D.E., care luase deja ființă cu trei ani înainte, semnând Marea Cartă Masonică în Iunie 2004, la Paris.
15 Noiembrie 2003
Se semnează TRATATUL DE AMICIȚIE CU MAREA LOJĂ A FRANȚEI.

## Masoneria - O societate discretă!
Masoneria este o societate discretă. Asta o veți putea afla și aici unde veți putea citi multe despre ideile, crezurile și faptele noastre. Dați-ne voie totuși să nu dezvăluim tot ceea ce se întâmplă în lojile noastre. Pentru că inițierea este un drum anevoios care înseamnă efort și cunoștințe aprofundate. Lucrurile văzute superficial pot duce la concluzii greșite. Oricum sunt în societatea noastră multe zone în care confidențialitatea este necesară și trebuie garantată: votul trebuie să fie secret, spovedania la fel, secretul profesional este de multe ori obligatoriu. Din acest motiv și din motivul libertății de exprimare, care include și dreptul la tăcere, nu veți avea acces la toate datele despre noi. Veți fi însă mirați de câte lucruri veți putea afla.

## Francmasoneria în România

### România și Francmasoneria sunt strâns legate, mai ales că în istoria noastră francmasonii au avut un rol determinant
Începuturile masoneriei românești se pierd în negura veacurilor… dar Francmasoneria speculativă a pătruns la noi prin intermediul străinilor. Dacă avem în vedere masoneria operativă, adică acea formă a Frăției breslei constituită pe parcursul ridicării marilor catedrale din vestul Europei, putem merge cu gândul chiar și la legenda Meșterului Manole…
Istoric vorbind, secolul al XVIII-lea (când se consemnează nașterea formală a masoneriei speculative), este și cel în care putem “localiza” primele apartenențe românești la Francmasonerie. Cu contribuția secretarului princiar Anton Maria del Chiaro, în 1734 ia ființă “Loggia di Galazzi”, pentru ca un an mai târziu, să se constituie la Iași “Loja Moldova” – al cărei Venerabil ar fi fost chiar domnitorul Constantin Mavrocordat. Fondatorii sunt italieni și francezi și în cadrul atelierelor respective au fost inițiați treptat și români, aparținând marilor familii boierești ale vremii. În Muntenia, cea dintâi dată certă pe care o putem consemna este anul 1750, când francezul Louis Dabin înființează la București o lojă sub obediența Marelui Orient al Franței. Cât despre Transilvania, aflată sub stăpânirea casei de Habsburg, putem spune doar că Francmasoneria pătrunde aici pe filiera austriacă, cele dintâi loji transilvănene fiind înființate de etnici maghiari și germani care primiseră lumina în lojile vieneze…
Francmasonii au fost personalități de excepție ale României căci românii datorează ideilor francmasonice și francmasonilor în general făurirea României moderne, a Independenței, a Regatului, a Statului național unitar și suveran.
La un moment dat, Ordinul român a putut să treacă de la stadiul fărâmițării în obediențe străine la cel de Putere unică și suverană. Un ofițer al Armatei Regale reunește cea mai mare parte a lojilor românești și astfel, în septembrie 1880 a fost constituită Marea Loja Națională din România, avându-l ca Mare Maestru pe Prea Respectabilul Frate Constantin Moroiu. Dar în 1937, la cererea Regelui Carol al II lea, Francmasoneria română, aflată sub conducerea lui Jean Pangal, a intrat în adormire. șapte ani mai târziu avea să se revină asupra acestei decizii, doar pentru foarte puțin timp.

În 1948, noul regim avea să interzică Masoneria și frații români au emigrat în străinătate unde și-au continuat activitatea masonică în exil. La 27 decembrie 1989 în București supraviețuitori ai perioadei comuniste s-au reîntâlnit în fostul Templu Masonic din Str. Radu de la Afumați și au pus la cale redeșteptarea Francmasoneriei române. Ca să respectăm adevărul istoric, trebuie să spunem că Marea Lojă și-a aprins luminile chiar în casa PRF Nicu Filip 33.
Mai târziu, în octombrie 1990 la Paris, Francmasonii români din exil au înființat Marea Lojă Națională Română, compusă din lojile: “România Unită”, “Steaua Dunării” și “Solidaritatea”. PRF Alexandru Paleologu, pe atunci ambasador al României la Paris, a fost ales Mare Maestru. Se știe că după Revoluție, primele inițieri la noi au fost făcute pe filiera italiano-englezo-americană și în 1990 au fost constituite primele Loji albastre. La 30 aprilie 1992 s-a realizat fuziunea celor două ramuri ale Masoneriei Române – cea modernă, datorată după 1989 Marelui Orient al Italiei și cea tradițională, reprezentată de veteranii care supraviețuiseră și care aveau girul Marii Loji a Californiei.
Moment istoric, la 24 Ianuarie 1993, trei loji aflate sub Jurisdicția Grande Oriente d’Italia (“Concordia”, “Delta Dunării” și “Nicolae Bălcescu”) au reconstituit Marea Lojă Națională din România, într-o ținută Rituală condusă de Prea Respectabilul Frate Giuliano Di Bernardo, fiind ales prin consens Fratele Nicu Filip ca Mare Maestru. Astfel am intrat în marele circuit universal… În România nu mai există acum doar o singură Obediență, reprezentativă pe plan național și internațional, francmasonii fiind adepții principiului unității în diversitate. Oamenii sunt diferiți și modul lor de a acționa este și el diferit. Însă dacă principiile sunt aceleași, nu este nimic rău în a exista o pluralitate de organizații frătești și important este cum interacționează, cu speranța de a ajunge la maturitate căci numai o evoluție continuă ne va confirma.
În cursul anului 2002 o serie de Loji aparținând Marii Loji Naționale din România se desprind, ca o acțiune de protest față de corupția care a pătruns în masonerie și formează Marea Lojă Națională a României (MLNAR). Practic în primăvara lui 2002, PRF.’. Nicu Filip convoacă o întâlnire extraordinară la Brașov unde 16 Loji hotărăsc de comun acord înființarea Marii Loji Naționale a României și îl aleg prin vot ca Mare Maestru pe F.’. Viorel Dănacu, Mare Maestru “ad vitam” fiind proclamat Nicu Filip. Dănacu a condus destinele Obedienței până în 2010 când la Conventul din mai a fost ales Mare Maestru F.’. Tudorel Nițulescu, membru fondator al obedienței. Acesta a fost urmat la conducerea MLNAR de PRF.’. S. L., începând cu anul 2013.
Din 2016 la conducerea Obedienței se află PRF.’. Daniel Roman
În toată această perioadă din 2002 până în prezent Marea Lojă Națională a României a întărit relațiile cu Marea Lojă a Franței (GLDF), obediența care a găzduit francmasoneria română în exil, pe timpul celor 45 de ani de comunism, a crescut numeric dar mai ales calitativ având recunoașteri masonice internaționale cu Mari Loji de peste hotare, este respectată și independentă iar principiile fundamentale de Libertate, Egalitate și Fraternitate au rămas la temelia Ordinului. Marea Lojă Națională a României este o asociație legal constituită, putere masonică națională, independentă și suverană, practicând Ritul Scoțian Antic și Acceptat, membră a Confederației ” Marile Loji Unite ale Europei- GLUDE”, stabilind relații fraterne cu Marile Loji din Europa care lucrează în mod regular.

## Declarația de principii
Marea Lojă Națională a României este o Obediență strict masculină ce lucrează Întru Gloria Marelui Arhitect al Universului în Ritul Scoțian Antic și Acceptat.
Conform tradițiilor Ordinului, cele trei Mari Lumini sunt plasate pe altarul Lojilor Cartea Legii Sacre (Cartea care fundamentează religia al cărei adept este Francmasonul), Echerul și Compasul. Obligațiile Masonilor sunt angajate pe aceste trei Mari Lumini.
Marea Lojă Națională a României proclamă fidelitatea sa infailibilă și devotamentul total față de Patria noastră România.
Nici Marea Lojă Națională a României nici Lojile, nu se implică în nicio controversă legată de subiecte politice sau confesionale. Pentru instrucția Fraților, expuneri asupra acestor probleme, urmate de schimbări de opinii, sunt autorizate. Cu toate acestea, atât dezbaterile cât și subiectele respective, nu vor fi votate și nici nu se adoptă rezoluții care ar fi susceptibile să constrângă părerile și sentimentele anumitor Frați.
În ceea ce privește alte principii decât cele definite mai sus, Marea Lojă Națională a României se referă la Vechiile Datorii , în special la cele privitoare la respectarea Tradițiilor Francmasoneriei, și cele privind practica scrupuloasă și serioasă a Ritualului și Simbolismului în calitate de mijloace de acces la conținutul inițiatic al Ordinului.

## Afiliere internațională
Marea Lojă Națională a României (MLNAR) este membru Confédération Internationale des Grandes Loges Unies (CIGLU).
În 18 iunie 2000 la Paris, în Sala Mare a Marii Loji a Franței la încheierea Convenției sale anuale, GLdF împreună cu Marea Loja Tradițională și Simbolica Opera și Marea Lojă din Iugoslavia cunoscută sub numele de Marea Lojă Națională a Serbiei și Muntenegrului și astăzi ca Marea Lojă a Serbiei, semna actul de fondare, (având ca pilon central Ritul Scoțian Antic și Acceptat) printr-un tratat, a unei noi organizații masonice numită Confederația “Marilor Loji Unite ale Europei”(GLUDE).
Cunoscută și sub numele de CIGLU (fostă GLUDE), Confederația Marilor Loji Unite ale Europei reprezintă încă o formă de a reuni Marile Loji din Europa, având ca scop unitatea.
Pe lângă cele trei Obediențe au participat și alte 22 de delegații ale Obediențelor prietene care au asistat la nașterea noii organizații. Organizația a fost fondată pentru a permite tuturor Marilor Loji din Europa (care lucrează în mod regular) sa facă schimb de informații, idei, de a face vizite, și să vorbească ca o singură voce în cadrul Confederației.
O caracteristică a grupului nou format este că acesta este deschis numai pentru “Marile Loji care lucreaza în mod regular”.
În Masoneria Europeană, aceasta înseamnă, de obicei, ca Marile Loji să adere la principiile Constituțiilor lui Anderson, sau textele vechi, să recunoască existența Marelui Arhitect al Universului, care necesită prezența unui Volum a Legii Sacre pe altar, interzicerea discuțiilor politice și religioase în cadrul Ținutelor, admițând numai bărbați în calitate de membri, și care își exercită jurisdicția asupra celor trei grade simbolice ale Masoneriei.
Scopul Confederației Internaționale a Marilor Loji Unite nu este de a deveni ”o lojă în sine” ci de a afirma un concept universal de prietenie și fraternitate masonică. Se dorește ca unificarea tuturor Marilor Loji Europene să sprijine construirea Europei dintr-o perspectivă spirituală, culturală și umanistă, umanitară și de caritate, de apropiere a competențelor masonice.
Se dorește de asemenea, să fie un ghid pentru a facilita o înțelegere universală a Masoneriei și a tradițiilor Marilor Loji Masonice, cum ar fi regularitatea, care a fost o problemă persistentă în jurisprudența masonică pentru cea mai mare parte acestui secol.
Marile Loji prezente la ceremonia de înființare a Confederației, cele din America Latină, sunt recunoscute de către Marile Loji din Statele Unite iar acestea includ Mari Loji din Brazilia și Argentina, Mexic și Uruguay.
Confederația Internațională a Marilor Loji Unite are ca obiect coordonarea acțiunii Marilor Loji Membre, îndeosebi în domeniile următoare:
- contribuția la edificarea (construcția) Europei într-o perspectivă spirituală, culturală și umanistă,
- acțiuni umanitare și de caritate,
- apropierea puterilor masonice.
- Fiecare Mare Lojă care accede în Confederația Internațională a Marilor Loji Unite trebuie să se conformeze principiilor expuse în “Marea Cartă Masonică” pe care se sprijină tratatul Confederației.

Marea Cartă Masonică are ca obiectiv:
- Regruparea, într-un spirit și o organizare comună, (cu respectul la suveranitate și autonomie) a fiecărei puteri masonice simbolice care subscrie la principiile Francmasoneriei Regulare și tradiționale, inclusiv prin practicarea unui rit de înaltă spiritualitate.
- Să ajute la revigorarea Masoneriei în țările în care, odată era înfloritoare, dar a fost persecutată de către diverse regimuri totalitare.
- Sprijinirea construcției europene.
- Mai mult decât atât, forma sa confederală exclude orice transfer de suveranitate, lăsând fiecarei Mari Obediențe control total asupra deciziilor sale.

Principiile Confederației sunt:
- Francmasoneria Regulară și Tradițională este un Ordin inițiatic Universal fondat pe fraternitate;
- Ea lucrează Întru Gloria Marelui Arhitect al Universului;
- Cele trei Mari Lumini ale Francmasoneriei sunt asezate la vedere, Volumul Cărții Sacre (Biblia la noi), Compasul și Echerul. Toate obligațiile masonului sunt luate (prin depunerea de jurământ) pe cele trei Mari Lumini;
- Francmasoneria Regulară și Tradițională proclamă devotamentul său total față de Patrie;
- În loji, toate controversele, discuțiile purtate despre politică și religie sunt riguros interzise.
- Francmasoneria Regulară și Tradițională se referă la “Vechile Obligații”. Landmark-urile și Constituțiile lui Anderson din 1723 constituie referința inițială.

Marile Obediențe care alcătuiesc Confederația sunt:
Bulgaria: Marea Lojă a Bulgariei
Insulele Canare: Marea Lojă din Insulele Canare
Spania: Marea Lojă Confederata a Spaniei
Franța: Marea Lojă a Frantei, Marea Lojă Tradițională și Simbolică Opera
Grecia: Marea Lojă a Greciei ( RSAA)
Italia: Serenissima Marea Lojă din Italia
Letonia: Marea Lojă din Letonia
Liban: Marea Lojă Unită din Liban
Maroc: Marea Lojă Unită din Maroc
Republica Moldova: Marea Lojă a Moldovei
Portugalia: Marea Lojă Națională Portugheză
România: Marea Lojă Națională a României
Rusia: Marea Lojă din Rusia
Serbia: Marea Lojă Natională din Serbia
Ungaria: Marea Lojă a Ungariei de Rit Scoțian Antic și Acceptat
Paraguay: Marea Lojă a Republicii Paraguay
Confederația regrupează Obediențe masonice simbolice europene, din țări adiacente spațiului european sau din jurul Mării Mediterane (Europa, fiind văzută nu numai în aspectul ei geografic, dar mai presus de toate ca un simbol al umanitășii și reconcilierii), de a coordona acțiunile membrilor săi în ceea ce privește: contribuția la construirea Europei dintr-o perspectivă spirituală, culturală și umanistă, umanitară și de caritate, de apropiere a competențelor masonice.
Membrii noi ai Confederației sunt acceptați printr-o decizie luată în proportie de (¾) a membrilor existenți, în plus, sunt luate, de asemenea, în unanimitate, deciziile privind acțiunile comune umanitare sau caritabile, precum și organizarea de conferințe sau reuniuni publice, membrii Confederației întrunindu-se cel putin o dată pe an în Adunarea intitulată “Comitetul de Coordonare”.
Unele dintre scopurile Confederației au la bază următoarele propuneri: crearea unui pașaport masonic european pentru a facilita vizitele inter-obediențiale, existența sa să fie o alternativă regulară și independentă a Masoneriei de pe continent și analizarea noțiunii de etică în cadrul Marilor Loji.
Administrația Confederației este încredințată unui președinte ales pe trei ani.
Din iunie 2004 până în iunie 2007 președinte a fost ales Bernard BERTRY, Marele Maestru din Trecut al GLTSO.
În mai 2007 la 7-lea Congres a avut loc în Franța, președinte a fost ales Jean Claude BOUSQUET Mare Maestru din Trecut al Marii Loji a Franței, Bernard BERTRY fiind ales președinte de onoare iar Khaled HAMADET, secretar general.
În iunie 2010 președinte al Confederației a fost ales Alain GRASEL fost Mare Maestru al Marii Lojii a Franței (2006 = 2009) pe o durată de trei ani.
Tratate de Amiciție și Recunoaștere:
- La Grande Loge de France
- La Grande Loge Traditionnelle et Symbolique Opéra
- La Grande Loge Nationale de Serbie
- La Grande Loge des Canaries
- La Grande Loge de Grèce du R.E.A.A.
- La Grande Loge Maçonnique Générale Italienne
- La Grande Loge Nationale Portugaise
- La Grande Loge Unie du Liban
- Marea Lojă Confederată a Spaniei
- Marea Lojă Unită a Letoniei
- Sun Grand Lodge of Lebanon
- Serenissima Gran Loggia Nazionale Italiana
- Marea Loja Unită a Marocului
- Gran Logia de Libres y Aceptados Masones De La Republica del Paraguay
- Grande Loge Unie de la Federation de Russie
- Marea Loja Natională a Republicii Moldova
- Grande Loge des Cedres
- The Grand Lodge Of South India
- Marea Lojă a Belgiei
- Grand Loge Simbolique du Gabon
- Grande Oriente Italiano
- Marele Orient al Belgiei
- Marele Orient Paulist – Brazilia
- Marele Orient Lusitan – Portugalia
- Marele Orient al României
- Grand Oriente D’Haiti de 1824
- Grand Lodge R.E.A.A. de Hongrie
- Marea Lojă a Bulgariei